# Jan Wojciech Lipczewski
Jan Wojciech Lipczewski ps.  „Wojtek”, „Wierzyca”, „Andrzej” (ur. w 1917,  zm. 27 października 1991) – rotmistrz 19 pułku Ułanów Wojska Polskiego, żołnierz TAP, ZWZ, AK, dowódca I batalionu 1 pułku strzelców podhalańskich Armii Krajowej. Odznaczony Orderem Virtuti Militari i Krzyżem Walecznych. Organizator konspiracyjnej organizacji Tajnej Armii Polskiej w Okręgach Lublin i Kielce.
Po utworzeniu 1 pułku strzelców podhalańskich i jego zaprzysiężeniu 24 września 1944 roku jako jednostki Wojska Polskiego, por. Lipczewski dowodził I batalionem 1 pspodh. AK.